# Kiranguru, Hunsur
Kiranguru là một làng thuộc tehsil Hunsur, huyện Mysore, bang Karnataka, Ấn Độ.